# Antonio de Blasio
Antonio de Blasio (ur. 5 września 1955 w Peczu) – węgierski polityk, nauczyciel, samorządowiec, eurodeputowany VI kadencji (2006–2009).

## Życiorys
W 1978 ukończył kolegium nauczycielskie w Peczu, a w 1984 został absolwentem Uniwersytetu w Segedynie. Studia podyplomowe i staże odbywał na uczelniach w Wielkiej Brytanii i Stanach Zjednoczonych.
Pracował jako nauczyciel języka rosyjskiego i angielskiego. W 1990 został prezesem fundacji działającej na rzecz zdrowego miasta w Peczu, a w 1992 został sekretarzem generalnym stowarzyszenia podobnych organizacji. Objął też funkcję krajowego koordynatora programu WHO European Healthy Cities Network prowadzonego przez Światową Organizację Zdrowia.
Zasiadał od 1990 w radzie miejskiej, a w latach 1994–1998 był radnym powiatowym. W wyborach w 2004 z listy Fideszu kandydował do Parlamentu Europejskiego. Mandat europosła objął w lipcu 2006, zastępując zmarłego Istvána Pálfiego. Był członkiem Komisji Kontroli Budżetowej, Komisji Rozwoju Regionalnego oraz grupy EPP-ED. W PE zasiadał do lipca 2009.